# Беларусь на «Евровидении-2013»
Беларусь участвовала в конкурсе песни Евровидение 2013 в Мальмё, Швеция. Представитель выбран с помощью национального отборочного конкурса «Еврофест», организованного телеканалом Беларусь 1. Победителем стала Алёна Ланская с песней Rhythm Of Love (Ритм любви). Она представляла Беларусь на самом конкурсе с другой песней (Solayoh), где прошла в финал.

## Национальный отборочный конкурс
Национальный отборочный конкурс на Евровидение 2013 прошёл 7 декабря 2012 года, где из 10 конкурсантов посредством голосования телезрителей и профессионального жюри по системе 50/50 выбран победитель, ставший представителем своей страны на конкурсе в Мальмё в мае 2013 года.

### Участники
| Номер | Исполнитель     | Песня                       | Место |
| ----- | --------------- | --------------------------- | ----- |
| 01    | Виталий Воронко | «I Wonder How You»          | 9     |
| 02    | Макс Лоренс     | «I Love Your Charming Eyes» | 5     |
| 03    | Алёна Ланская   | «Rhythm of Love»            | 1     |
| 04    | Яnkey           | «Letter to Mother»          | 7     |
| 05    | Beaver Band     | «Incredible Girl»           | 10    |
| 06    | Daria           | «Catch Me Again»            | 4     |
| 07    | Юзари           | «Secret»                    | 8     |
| 08    | Алексей Гросс   | «One Way Love»              | 6     |
| 09    | Nuteki          | «Save Me»                   | 2     |
| 10    | Сацура          | «Get Out of My Way»         | 3     |

## На Евровидение 2013
Алёна Ланская поменяла номер на зажигательную песню с названием «Solayoh» в балканско-греческом стиле.
Она выступила с этой песней под 11-м номером в первом полуфинале и прошла под 7-м номером в финал 18 мая.
Алёна Ланская выступала в платье со стразами-кристаллами Swarovski стоимостью 10 тысяч евро, самом дорогом наряде на конкурсе.

### Результаты
| 12 баллов | 10 баллов           | 8 баллов   | 7 баллов              | 6 баллов            |
| --------- | ------------------- | ---------- | --------------------- | ------------------- |
| - Украина | - Молдова           | - Литва    | - Италия              | - Кипр - Черногория |
| 5 баллов  | 4 балла             | 3 балла    | 2 балла               | 1 балл              |
|           | - Сербия - Словения | - Ирландия | - Нидерланды - Россия |                     |

Ноль баллов —  Австрия,  Бельгия,  Хорватия,  Дания,  Эстония,  Швеция,  Великобритания.
| 12 баллов                      | 10 баллов | 8 баллов               | 7 баллов      | 6 баллов         |
| ------------------------------ | --------- | ---------------------- | ------------- | ---------------- |
| - Украина                      |           |                        | - Азербайджан |                  |
| 5 баллов                       | 4 балла   | 3 балла                | 2 балла       | 1 балл           |
| - Армения - Грузия - Македония | - Молдова | - Израиль - Черногория | - Мальта      | - Греция - Литва |

Ноль баллов —  Албания,  Австрия,  Бельгия,  Болгария,  Хорватия,  Кипр,  Дания,  Эстония,  Финляндия,  Франция,  Германия,  Венгрия,  Исландия,  Ирландия,  Италия,  Латвия,  Норвегия,  Румыния,  Россия,  Сан-Марино,  Сербия,  Словения,  Испания,  Швеция,  Швейцария,  Нидерланды,  Великобритания.

### Голоса от Беларуси
| Голоса телезрителей Беларуси в полуфинале | Голоса телезрителей Беларуси в полуфинале |
| ----------------------------------------- | ----------------------------------------- |
| Оценка                                    | Страна                                    |
| 12                                        | Украина                                   |
| 10                                        | Россия                                    |
| 8                                         | Дания                                     |
| 7                                         | Литва                                     |
| 6                                         | Молдова                                   |
| 5                                         | Эстония                                   |
| 4                                         | Ирландия                                  |
| 3                                         | Бельгия                                   |
| 2                                         | Черногория                                |
| 1                                         | Сербия                                    |

| Голоса телезрителей Беларуси в финале | Голоса телезрителей Беларуси в финале |
| ------------------------------------- | ------------------------------------- |
| Оценка                                | Страна                                |
| 12                                    | Украина                               |
| 10                                    | Азербайджан                           |
| 8                                     | Россия                                |
| 7                                     | Мальта                                |
| 6                                     | Греция                                |
| 5                                     | Литва                                 |
| 4                                     | Молдова                               |
| 3                                     | Норвегия                              |
| 2                                     | Армения                               |
| 1                                     | Дания                                 |